# 宮前町 (嘉義市)
宮前町是嘉義市於台灣日治時代1930年至1945年之行政區，因在嘉義神社之前而得名，位在現啟明路以西、光彩街以北、共和路以東一帶，山下町南邊，由東至西分為7個丁目，大致為現今地籍中山段一小段至七小段之範圍。

## 町內設施
- 宮前町派出所（現 公園派出所）
- 嘉義農林學校（現 嘉義大學）
- 臺南地方法院嘉義支部（現　財政部國有財產署南區分署嘉義辦事處）
- 曹洞宗嘉義布教所
- 淨土真宗本願寺派新高山光照寺
- 真宗大谷派嘉義布教所
- 臨濟宗妙心寺派嘉義布教所（現 慈覺寺）
- 日蓮宗嘉義布教所[2]